# Калабинский сельсовет
Калабинский сельсовет — сельское поселение в Задонском районе Липецкой области Российской Федерации.
Административный центр — село Калабино.

## История
Статус и границы сельского поселения установлены Законом Липецкой области от 23 сентября 2004 года № 126-ОЗ «Об установлении границ муниципальных образований Липецкой области»

## Население
| 2010 | 2012 | 2013 | 2014 | 2015 | 2016 | 2017 |
| ---- | ---- | ---- | ---- | ---- | ---- | ---- |
| 827  | ↘813 | ↘780 | ↘763 | ↘743 | ↗754 | ↗784 |
| 2018 | 2021 |      |      |      |      |      |
| ↘762 | ↘709 |      |      |      |      |      |

## Состав сельского поселения
| № | Населённый пункт | Тип населённого пункта       | Население |
| - | ---------------- | ---------------------------- | --------- |
| 1 | Архангельское    | село                         | ↘35       |
| 2 | Калабино         | село, административный центр | ↘613      |
| 3 | Карлова Гора     | деревня                      | 55        |
| 4 | Котлеевка        | деревня                      | 0         |
| 5 | Лозовая          | деревня                      | 43        |
| 6 | Рублевка         | деревня                      | ↘81       |
| 7 | Семёновка        | деревня                      | ↘0        |

### Упразднённые населённые пункты
- Грибоедовка — упразднённая в 2001 году деревня[11].
- Бунино — деревня, упразднена в 1987 году.
- Коровкино — деревня, упразднена в 1987 году.
- Новый Крым — посёлок, упразднён в 1987 годуг[12].